# Aredale, Iowa
Aredale là một thành phố thuộc quận Butler, tiểu bang Iowa, Hoa Kỳ. Năm 2010, dân số của thành phố này là 74 người.

## Dân số
Dân số qua các năm:
- Năm 2000: 89 người.
- Năm 2010: 74 người.